# Canterbury (Nuovo Brunswick)
Canterbury è un villaggio del Canada, situato nella provincia del Nuovo Brunswick.